# Silvestro Siropulo
Silvestro Siropulo (in greco Σίλβεστρος Συρόπουλος?; 1400 – 1464) è stato un diplomatico, funzionario e scrittore bizantino, megas ekklesiarches di Santa Sofia e dikaiofilace del patriarca ecumenico di Costantinopoli.
Siropulo fu membro della delegazione bizantina del Concilio di Firenze, svoltosi negli anni 1438-1439 e firmò il decreto di unione delle chiese latine e greche. Al suo ritorno a Costantinopoli, dichiarò di aver agito sotto coercizione e rinnegò l'atto di unione. Diventò successivamente un sostenitore dell'arcivescovo Marco di Efeso, guida del movimento anti-unionista.
Nel 1443, compose le sue Memorie (Ἀπομνημονεύματα, Apomnemoneumata), un importante resoconto di prima mano del concilio, in particolare degli intrighi dietro le quinte. Sebbene la sua testimonianza sia stata distorta per via delle differenti vedute dottrinali, non era un fabbricatore e la sua parzialità non era peggiore di quella del concilio stesso.